# Fritz Laubenthal

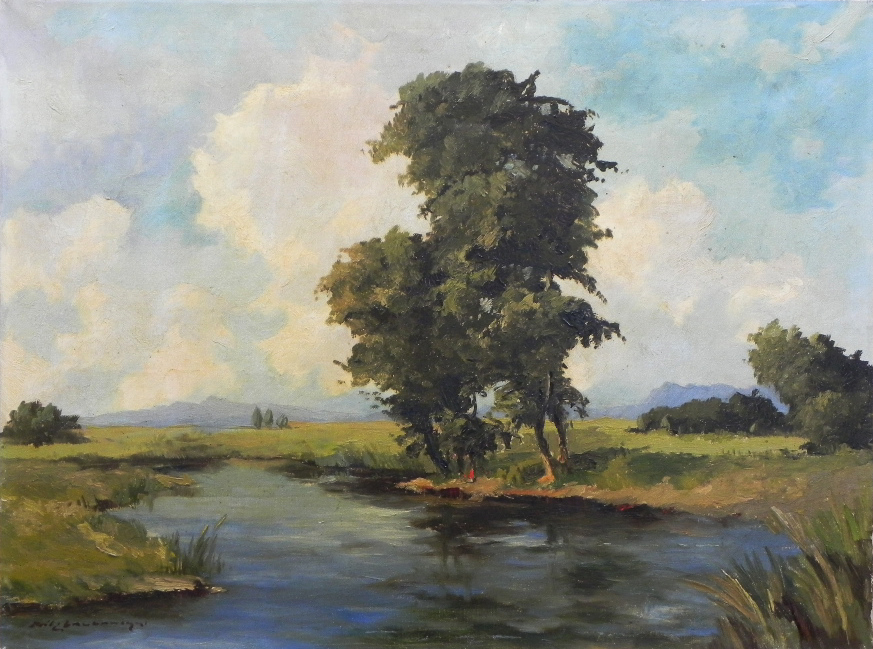
Bayerische Landschaft, Ölgemälde von Fritz Laubenthal, undatiert, vermutlich frühe 1940er

Fritz Laubenthal (* 1901 in Köln; † Dezember 1944 auf dem Balkan verschollen) war ein deutscher Maler.

## Leben
Laubenthal wurde als Sohn eines Bootsbauunternehmers in Köln geboren. Sein Bruder Paul war ein Segelflugpionier der 1920er Jahre, der früh bei einem Flugunfall ums Leben kam.
1925 zog Laubenthal nach München, um dort sein Leben als Kunstmaler zu bestreiten. Bis zu seinem frühen Tod lebte er in Schwabing. Erhalten sind überwiegend Landschaftsbilder aus dem oberbayerischen Raum in einem lockeren akademischen Stil, vereinzelt auch Seestücke und Architekturdarstellungen. Zu seiner künstlerischen Ausbildung ist wenig bekannt. Einige überlieferte Anekdoten charakterisieren ihn als extravagante Persönlichkeit in der Schwabinger Kunst-Bohème seiner Zeit.
Im Zweiten Weltkrieg wurde Laubenthal als Soldat eingezogen und gilt offiziell als auf dem Balkan verschollen. Das Sterbedatum wird mit Dezember 1944 angegeben.